# Адміністративний устрій Снігурівського району
Адміністративний устрій Снігурівського району — адміністративно-територіальний устрій Снігурівського району Миколаївської області на 1 міську, 2 сільські громади та 6 сільських рад, які об'єднують 59 населений пункт та підпорядковані Снігурівській районній раді. Адміністративний центр — місто Снігурівка.

## Список громадСнігурівського району
- Горохівська сільська громада
- Снігурівська міська громада
- Широківська сільська громада

## Список радСнігурівського району(з 2018 року)
| № | Назва                           | Центр              | Населені пункти                                        | Площа км² | Місце за площею | Населення (2001), чол. | Місце за населенням | Розташування |
| - | ------------------------------- | ------------------ | ------------------------------------------------------ | --------- | --------------- | ---------------------- | ------------------- | ------------ |
| 1 | Киселівська сільська рада       | c. Киселівка       | c. Киселівка с. Максимівка                             |           |                 |                        |                     |              |
| 2 | Краснознам'янська сільська рада | c-ще Красне Знам'я | c-ще Красне Знам'я с-ще Тернові Поди                   |           |                 |                        |                     |              |
| 3 | Новокиївська сільська рада      | c. Новокиївка      | c. Новокиївка с. Богородицьке                          |           |                 |                        |                     |              |
| 4 | Новотимофіївська сільська рада  | c. Новотимофіївка  | c. Новотимофіївка с. Лиманці                           |           |                 |                        |                     |              |
| 5 | Олександрівська сільська рада   | c. Олександрівка   | c. Олександрівка с. Михайлівка                         |           |                 |                        |                     |              |
| 6 | Центральна сільська рада        | c-ще Центральне    | c-ще Центральне с. Вавилове с-ще Знам'янка с. Шмідтове |           |                 |                        |                     |              |

## Список радСнігурівського району(до 2018 року)
| №  | Назва                           | Центр              | Населені пункти                                                                                                 | Площа км² | Місце за площею | Населення (2001), чол. | Місце за населенням | Розташування |
| -- | ------------------------------- | ------------------ | --- | --------- | --------------- | ---------------------- | ------------------- | ------------ |
| 1  | Снігурівська міська рада        | м. Снігурівка      | м. Снігурівка                                                                                                   |           |                 |                        |                     |              |
| 2  | Афанасіївська сільська рада     | с. Афанасіївка     | с. Афанасіївка с. Юр'ївка                                                                                       |           |                 |                        |                     |              |
| 3  | Баратівська сільська рада       | с. Баратівка       | с. Баратівка с-ще Галаганівка с. Гречанівка с. Новософіївка с. Петропавлівське с. Романово-Булгакове с. Промінь |           |                 |                        |                     |              |
| 4  | Василівська сільська рада       | c. Василівка       | c. Василівка с. Євгенівка с. Павло-Мар'янівка                                                                   |           |                 |                        |                     |              |
| 5  | Горохівська сільська рада       | c. Горохівське     | c. Горохівське с. Великопілля с. Виноградне с. Новий Шлях с-ще Садове                                           |           |                 |                        |                     |              |
| 6  | Киселівська сільська рада       | c. Киселівка       | c. Киселівка с. Максимівка                                                                                      |           |                 |                        |                     |              |
| 7  | Кобзарцівська сільська рада     | c. Кобзарці        | c. Кобзарці с. Новопавлівське                                                                                   |           |                 |                        |                     |              |
| 8  | Краснознам'янська сільська рада | c-ще Красне Знам'я | c-ще Красне Знам'я с-ще Тернові Поди                                                                            |           |                 |                        |                     |              |
| 9  | Куйбишевська сільська рада      | c. Калинівка       | c. Калинівка с. Бурханівка с. Любимівка                                                                         |           |                 |                        |                     |              |
| 10 | Нововасилівська сільська рада   | c. Нововасилівка   | c. Нововасилівка с. Галаганівка с. Єлизаветівка с. Новокондакове с-ще Ясна Поляна                               |           |                 |                        |                     |              |
| 11 | Новокиївська сільська рада      | c. Новокиївка      | c. Новокиївка с. Богородицьке                                                                                   |           |                 |                        |                     |              |
| 12 | Новопетрівська сільська рада    | c. Новопетрівка    | c. Новопетрівка с. Любине                                                                                       |           |                 |                        |                     |              |
| 13 | Новотимофіївська сільська рада  | c. Новотимофіївка  | c. Новотимофіївка с. Лиманці                                                                                    |           |                 |                        |                     |              |
| 14 | Олександрівська сільська рада   | c. Олександрівка   | c. Олександрівка с. Михайлівка                                                                                  |           |                 |                        |                     |              |
| 15 | Павлівська сільська рада        | c. Павлівка        | c. Павлівка с. Івано-Кепине                                                                                     |           |                 |                        |                     |              |
| 16 | Першотравнева сільська рада     | c. Першотравневе   | c. Першотравневе с-ще Васильки с. Трудолюбівка                                                                  |           |                 |                        |                     |              |
| 17 | Тамаринська сільська рада       | c. Тамарине        | c. Тамарине с. Безіменне                                                                                        |           |                 |                        |                     |              |
| 18 | Центральна сільська рада        | c-ще Центральне    | c-ще Центральне с. Вавилове с-ще Знам'янка с. Шмідтове                                                          |           |                 |                        |                     |              |
| 19 | Червонодолинська сільська рада  | c. Червона Долина  | с. Червона Долина с. Покровське с-ще Поляна с-ще Радгоспне с-ще Широке                                          |           |                 |                        |                     |              |
| 20 | Червонозірська сільська рада    | c. Червона Зірка   | с. Червона Зірка с. Гуляйгородок с-ще Світла Дача                                                               |           |                 |                        |                     |              |

* Примітки: м. — місто, с-ще — селище, смт — селище міського типу, с. — село